# Спортивный центр Синьцзяна
Спортивный центр Синьцзяна (кит. упр. 新疆体育中心) — многофункциональный стадион в городе Урумчи, СУАР, КНР. В настоящее время используется преимущественно для проведения футбольных матчей. Домашняя площадка для клуба первой лиги Китая по футболу «Синьцзян Тяньшань Леопард». Вместимость стадиона — 50,000 зрителей. Был открыт в декабре 2005 года.